# Scheichenspitze
Scheichenspitze – szczyt w grupie Dachstein, części Północnych Alp Wapiennych. Leży w Austrii w kraju związkowym Styria.